# 스주 투자족 자치현

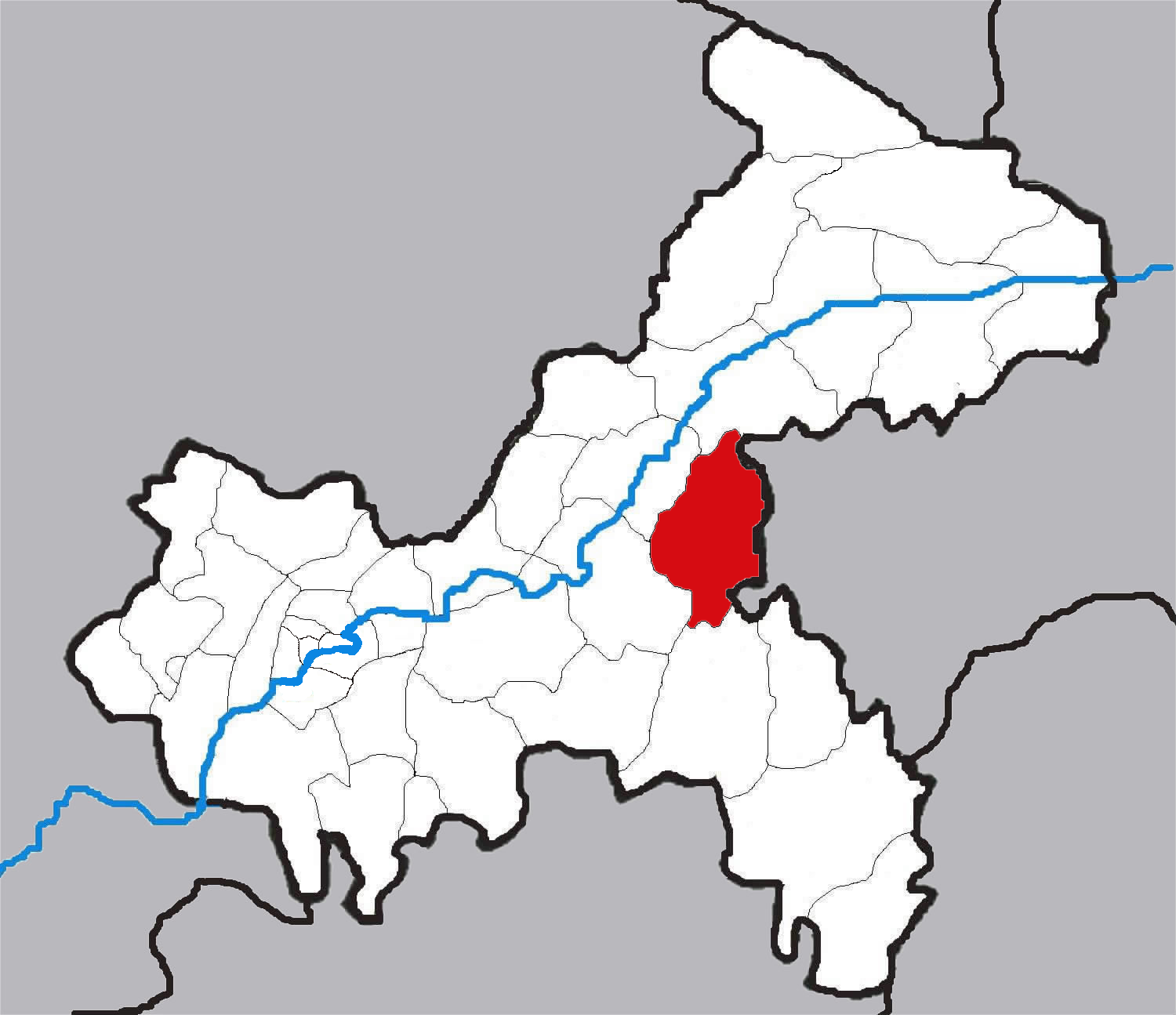
스주 투자족 자치현의 위치

스주 투자족 자치현(한국어: 석주토가족자치현, 중국어 간체자: 石柱土家族自治县, 병음: Shízhù Tǔjiāzú Zìzhìxiàn)은 충칭의 남동부에 위치한 자치현이다. 장강 남쪽에 위치하고 남쪽으로 펑수이, 서쪽으로 펑두와 접하고 북쪽으로 완저우, 북서쪽으로 중 현과 접하며 동쪽으로 후베이성과 접한다. 스주는 쌴샤 저수지 지역에 속하는 유일한 자치현이기도 하다.

## 이름
스주는 '돌기둥'을 의미하는데 완서우 산에 있는 사람 형상을 한 두 개의 거대한 돌기둥에서 유래되었다. 이 돌기둥에는 봉건 시대의 억압 속에서 사랑을 하던 두 남녀가 비극적으로 죽음을 맞이한 후 돌기둥이 되었다는 이야기가 전해져 내려온다.

## 지리
- 면적: 3013 km2
- 인구: 530,000 (2007)

스주의 대부분은 농촌 지역이다. 스주의 현 중심지는 난빈 마을에 있는데 아마도 이곳은 싼샤 댐으로 인한 수몰 지역에 포함되지 않을 것이다.
아열대성 계절풍 기후에 속해서 여름은 덥고 비가 많다. 연평균 기온은 16.5℃이고 연평균 강수량은 1126.6mm이다.

### 기후
| Shizhu (1981−2010)의 기후                      | Shizhu (1981−2010)의 기후 | Shizhu (1981−2010)의 기후 | Shizhu (1981−2010)의 기후 | Shizhu (1981−2010)의 기후 | Shizhu (1981−2010)의 기후 | Shizhu (1981−2010)의 기후 | Shizhu (1981−2010)의 기후 | Shizhu (1981−2010)의 기후 | Shizhu (1981−2010)의 기후 | Shizhu (1981−2010)의 기후 | Shizhu (1981−2010)의 기후 | Shizhu (1981−2010)의 기후 | Shizhu (1981−2010)의 기후 |
| 월                                             | 1월                       | 2월                       | 3월                       | 4월                       | 5월                       | 6월                       | 7월                       | 8월                       | 9월                       | 10월                      | 11월                      | 12월                      | 연간                      |
| ---------------------------------------------- | ------------------------- | ------------------------- | ------------------------- | ------------------------- | ------------------------- | ------------------------- | ------------------------- | ------------------------- | ------------------------- | ------------------------- | ------------------------- | ------------------------- | ------------------------- |
| 역대 최고 기온 °C (°F)                         | 21.3 (70.3)               | 27.9 (82.2)               | 33.4 (92.1)               | 35.9 (96.6)               | 36.3 (97.3)               | 37.3 (99.1)               | 38.7 (101.7)              | 40.1 (104.2)              | 39.1 (102.4)              | 34.3 (93.7)               | 26.9 (80.4)               | 22.1 (71.8)               | 40.1 (104.2)              |
| 일평균 최고 기온 °C (°F)                       | 9.5 (49.1)                | 11.7 (53.1)               | 16.3 (61.3)               | 21.6 (70.9)               | 25.8 (78.4)               | 28.3 (82.9)               | 31.7 (89.1)               | 32.0 (89.6)               | 27.7 (81.9)               | 21.3 (70.3)               | 16.7 (62.1)               | 11.1 (52.0)               | 21.1 (70.1)               |
| 일일 평균 기온 °C (°F)                         | 5.9 (42.6)                | 7.8 (46.0)                | 11.5 (52.7)               | 16.3 (61.3)               | 20.4 (68.7)               | 23.4 (74.1)               | 26.2 (79.2)               | 25.9 (78.6)               | 22.2 (72.0)               | 16.9 (62.4)               | 12.3 (54.1)               | 7.4 (45.3)                | 16.4 (61.4)               |
| 일평균 최저 기온 °C (°F)                       | 3.5 (38.3)                | 5.1 (41.2)                | 8.3 (46.9)                | 12.7 (54.9)               | 16.8 (62.2)               | 20.0 (68.0)               | 22.5 (72.5)               | 21.9 (71.4)               | 18.7 (65.7)               | 14.2 (57.6)               | 9.6 (49.3)                | 5.0 (41.0)                | 13.2 (55.8)               |
| 역대 최저 기온 °C (°F)                         | −3.2 (26.2)               | −2.8 (27.0)               | −1.5 (29.3)               | 4.9 (40.8)                | 8.9 (48.0)                | 13.6 (56.5)               | 15.4 (59.7)               | 16.1 (61.0)               | 12.3 (54.1)               | 5.2 (41.4)                | 0.2 (32.4)                | −4.0 (24.8)               | −4.0 (24.8)               |
| 평균 강수량 mm (인치)                          | 15.3 (0.60)               | 19.4 (0.76)               | 39.0 (1.54)               | 110.2 (4.34)              | 155.8 (6.13)              | 163.3 (6.43)              | 157.0 (6.18)              | 137.7 (5.42)              | 100.2 (3.94)              | 97.0 (3.82)               | 53.2 (2.09)               | 18.2 (0.72)               | 1,066.3 (41.97)           |
| 평균 상대 습도 (%)                             | 80                        | 77                        | 77                        | 80                        | 80                        | 82                        | 80                        | 78                        | 80                        | 84                        | 83                        | 82                        | 80                        |
| 출처: China Meteorological Data Service Center |                           |                           |                           |                           |                           |                           |                           |                           |                           |                           |                           |                           |                           |

## 자원
스주 현의 10.97%가 숲으로 덮여있다. 그곳에는 50가지가 넘는 다양한 종류의 나무가 있다. 또한 170가지 이상의 동물들이 숲 속에 살고 있다. 또한 다양한 종류의 약초도 생산된다. 스주에는 석탄, 천연 가스, 구리, 철, 은, 카드뮴, 납, 금, 중정석 등 20가지가 넘는 자원이 매장되어있다.

## 교통

### 배
- 한국의 군산시와 ↔ 석주간 국제여객선이 운항중이다.[2]
- 한국의 인천광역시와 ↔석주 간 국제여객선이 운항중이다.[3]

## 행정 구역
12개 진, 20개 향을 관할한다.
- 진：南宾镇、西沱镇、下路镇、悦崃镇、临溪镇、黄水镇、马武镇、沙子镇、王场镇、沿溪镇、龙沙镇、渔池镇。
- 향 : 大歇乡、三河乡、万朝乡、黎场乡、三星乡、六塘乡、桥头乡、三益乡、王家乡、河嘴乡、石家乡、冷水乡、枫木乡、中益乡、洗新乡、黄鹤乡、龙潭乡、新乐乡、金铃乡、金竹乡。